# Lago Tar
Lago Tar är en sjö i Argentina.   Den ligger i provinsen Santa Cruz, i den södra delen av landet, 2 000 km sydväst om huvudstaden Buenos Aires. Lago Tar ligger 269 meter över havet. Arean är 27,5 kvadratkilometer. Den sträcker sig 8,0 kilometer i nord-sydlig riktning, och 9,4 kilometer i öst-västlig riktning.
Trakten runt Lago Tar består i huvudsak av gräsmarker. Trakten runt Lago Tar är nära nog obefolkad, med mindre än två invånare per kvadratkilometer.